# Emery de Bragelongne
Ne doit pas être confondu avec Bragelonne.
Emery de Bragelongne (né à Paris vers 1580 et mort en 1645 à Moreilles) est un ecclésiastique qui fut évêque de Luçon de 1623 à 1635.

## Biographie
Emery ou Aimeric de Bragelongne est issu d'une famille originaire de Sens qui poursuit son ascension sociale depuis Thomas, receveur des impôts au XVe siècle dans cette cité. Emery est le fils de Martin, seigneur de Charonne, président au parlement de Paris et prévôt des marchands de Paris et de Catherine Abra de Raconis, parente du futur évêque de Lavaur Charles-François Abra de Raconis et dont le frère Claude sera comme leur père, président au parlement de Paris. Un de ses frères, Pierre, est contrôleur général de Marie de Médicis et l'une de ses parentes Marie épouse en 1606 Claude Bouthillier.
Emery de Bragelongne reçoit vraisemblablement son éducation à Paris et est apparemment titulaire d'un doctorat en droit canon. Aumônier de Marguerite de Valois en 1612, il est ordonné prêtre en 1621, doyen de Saint-Martin de Tours et abbé commendataire de Saint-Vaast du Maine dans le diocèse du Mans lors de sa promotion épiscopale uniquement liée à la faveur de Richelieu qui résigne en sa faveur le 19 mai 1623 son siège épiscopal de Luçon lorsqu'il s'est assuré de prendre la tête du gouvernement royal. Il est nommé en mai 1623, confirmé le 29 avril 1624 et consacré en juin suivant. En 1625 il assiste à l'assemblée du clergé. Sa carrière se termine en 1635, lorsque le cardinal de Richelieu dont il est l'obligé, lui demande de résigner son évêché en faveur de Pierre Nivelle, abbé de Cîteaux depuis 1625. Il reçoit comme compensation en commende l'abbaye de Moreilles où il meurt en 1645.